# Thiago Alcántara do Nascimento
Thiago Alcántara Do Nascimento (San Pietro Vernotico, 11 d'abril del 1991), simplificat com Thiago Alcántara o Thiago, és un exfutbolista espanyol d'ascendència brasilera.
Fou un migcampista molt atrevit, amb molta personalitat i un gran repertori tècnic, un xut potent amb la cama dreta i una visió de joc molt desenvolupada. És fill del l'exfutbolista brasiler Mazinho i germà de Rafael Alcántara do Nascimento.

## Trajectòria

### Inici
Thiago Alcántara va néixer a la ciutat italiana de San Pietro Vernotico (Pulla) l'11 d'abril de 1991, quan el seu pare jugava a la US Lecce. Molt aviat va començar a jugar a futbol al Brasil, terra natal de la seva família, en les categories infantils del Flamengo. Es va traslladar a Espanya quan el seu pare jugava al València CF i, al cap de dos anys, quan Mazinho va ser traspassat al Celta de Vigo, es van traslladar a Vigo. Allà Thiago va començar jugant al Nigrán C.F. durant dos anys i, després, es va incorporar al ED Val Miñor Nigrán - Novacaixagalicia, llavors anomenat Ureca, de la localitat gallega de Nigrán (Pontevedra) on va estar jugant fins que les seves bones actuacions van fer que alguns equips professionals es fixessin en ell.
Celta de Vigo, Reial Madrid, Deportivo de la Coruña, València FC i FC Barcelona es van interessar a fitxar-lo, però va ser l'equip català qui, la temporada 2005/2006, va aconseguir els seus serveis, i el va incorporar al Cadet B.

### A les categories inferiors del Barça
- 2005/06: Cadet B FCB
- 2006/07: Cadet A FCB -Juvenil B FCB
- 2007/08: Juvenil A FCB-FC Barcelona B
- 2008/09: Barça Atlètic
- 2009/10: Barça B
- 2010/11: Barça B i primer equip

Juvenil
El 2007 Thiago va ascendir a l'equip juvenil, i la temporada següent la va jugar a cavall entre aquest equip i el Barça B, que en aquell moment entrenava Pep Guardiola. Tot i ser juvenil, va arribar a debutar amb el primer equip, en un partit de la Copa Catalunya contra el Girona FC, en què va començar de suplent. Va participar en la final, aquesta vegada com a titular.
La seva bona actuació en categories inferiors no va passar desapercebuda per altres clubs importants: El Chelsea FC va fer una oferta per ell quan només tenia setze anys. No obstant això, Thiago va decidir romandre al club blaugrana.
Filial
La temporada 2008/09 es va incorporar de forma definitiva al segon equip del Barça, que dirigia Luis Enrique i que disputava la lliga de segona divisió B en el grup 3. Va patir una lesió a principi de temporada que el va tenir fora gairebé tres mesos, fins al novembre. L'equip (aleshores anomenat Barça Atlètic) va quedar cinquè a només un punt del play off de promoció d'ascens.
Va debutar a primera divisió amb el primer equip del FC Barcelona el 17 de maig del 2009 en un partit de la jornada 36 contra el RCD Mallorca, quan l'equip ja era campió del torneig. Va entrar al minut 74 substituint a Eidur Gudjohnsen, amb el dorsal número 44. El 19 d'agost d'aquest mateix any va disputar la segona part del Trofeu Joan Gamper contra el Manchester City FC, coincidint per primera vegada amb importants jugadors com Lionel Messi, Zlatan Ibrahimovic o Daniel Alves.
El gener del 2010, Pep Guardiola el va convocar per al primer equip, al costat de Víctor Vázquez i Jonathan dos Santos, per suplir les baixes de Touré Yaya i Seydou Keita, que disputaven la Copa d'Àfrica de Nacions 2010. Va debutar en Copa del Rei el 5 de gener de 2010 en una trobada al Camp Nou contra el Sevilla FC amb el dorsal 34. El 20 de febrer del 2010 va aconseguir, contra el Racing de Santander, el seu primer gol a primera divisió en la victòria del Barcelona per 4-0 davant els càntabres.
El 12 de juny del 2010 va renovar el seu contracte amb el club per un any més, amb una clàusula de rescissió de 10 milions d'euros (ampliables a tres anys i a 30 milions si aconseguia fitxa amb el primer equip durant la temporada). Va formar part de la selecció espanyola sub-19 que va disputar el Campionat d'Europa de la UEFA Sub-19 de 2010 en què la selecció espanyola hi va quedar subcampiona.
Aquesta temporada va ser titular en els partits del play off d'ascens a segona divisió A que va disputar el filial del Barcelona davant el Real Jaén (va marcar un gol) 20 i l'anada davant del UE Sant Andreu, quan es va lesionar i no va poder ser titular en la tornada a l'Estadi Narcís Sala. Thiago va entrar al minut 76, i l'equip va aconseguir finalment l'ascens.
La temporada 2010-2011 va ser inscrit a segona divisió amb el Barcelona B, encara que entrenava usualment amb el primer equip.
Va debutar en la Lliga de Campions el 7 de desembre de 2010 a la victòria del Barça per 2-0 en la fase de grups contra el Rubin Kazan al Camp Nou. Va disputar els 90 minuts amb el número 30 a l'esquena i va ser triat millor jugador del partit per la UEFA. La primera titularitat a la Lliga va ser el 2 d'abril de 2011, a l'estadi El Madrigal davant el Vila-real CF, partit que va acabar 0-1. Durant la recta final de la temporada va tenir freqüents aparicions en l'onze inicial i va aconseguir marcar dos gols. Al final de la temporada, el Barcelona va aconseguir els títols de Lliga i Champions League.

### Primer equip
El 17 de gener del 2011 el club va anunciar que el jugador tindria la temporada 2011-12 fitxa del primer equip. L'estiu del mateix any, Thiago va renovar pel club fins a l'any 2015.
El juny de 2011 formà part de la selecció espanyola de futbol Sub-21 que va guanyar el Campionat d'Europa de futbol sub-21 de 2011, celebrat a Dinamarca.
El dia 14 d'agost del 2011 Thiago va jugar l'anada de la Supercopa espanyola que acaba en empat a dos en un emocionant partit en què Thiago Alcántara no va aconseguir marcar cap gol al rival del FC Barcelona, el Reial Madrid.

### Bayern de Múnic
El 14 de juliol de 2013 Thiago fitxà pel FC Bayern de Múnic per 25 milions d'euros.
El 21 de desembre de 2013 formà part de l'equip titular del FC Bayern de Múnic que esdevingué campió del Campionat del Món de Clubs de futbol 2013, a Marràqueix, Marroc, en derrotar per 2-0 el Raja Casablanca.

### Liverpool
El 18 de setembre de 2020, el club de la Premier League, Liverpool, va anunciar el fitxatge de Thiago amb un contracte de quatre anys. Al només quedar-li un any per acabar el seu contracte amb el Bayern, el Liverpool va poder comprar Thiago per 20 milions de lliures esterlines i 5 milions de lliures addicionals en variables.

## Palmarès

### Campionats estatals
| Títol                              | Club            | País       | Any       |
| ---------------------------------- | --------------- | ---------- | --------- |
| Lliga espanyola                    | FC Barcelona    | Catalunya  | 2008-09   |
| Copa del Rei                       | FC Barcelona    | Catalunya  | 2008-2009 |
| Supercopa d'Espanya                | FC Barcelona    | Catalunya  | 2009      |
| Lliga espanyola                    | FC Barcelona    | Catalunya  | 2009-10   |
| Supercopa d'Espanya                | FC Barcelona    | Catalunya  | 2010      |
| Lliga espanyola                    | FC Barcelona    | Catalunya  | 2010-11   |
| Supercopa d'Espanya                | FC Barcelona    | Catalunya  | 2011      |
| Copa del Rei                       | FC Barcelona    | Catalunya  | 2011-12   |
| Lliga espanyola                    | FC Barcelona    | Catalunya  | 2012-13   |
| Copa alemanya de futbol            | Bayern de Múnic | Alemanya   | 2014      |
| Lliga alemanya de futbol           | Bayern de Múnic | Alemanya   | 2014      |
| Lliga alemanya de futbol           | Bayern de Múnic | Alemanya   | 2015      |
| Lliga alemanya de futbol           | Bayern de Múnic | Alemanya   | 2016      |
| Copa alemanya de futbol            | Bayern de Múnic | Alemanya   | 2016      |
| Supercopa alemanya de futbol       | Bayern de Múnic | Alemanya   | 2016      |
| Lliga alemanya de futbol           | Bayern de Múnic | Alemanya   | 2017      |
| Supercopa alemanya de futbol       | Bayern de Múnic | Alemanya   | 2017      |
| Lliga alemanya de futbol           | Bayern de Múnic | Alemanya   | 2018      |
| Supercopa alemanya de futbol       | Bayern de Múnic | Alemanya   | 2018      |
| Lliga alemanya de futbol           | Bayern de Múnic | Alemanya   | 2019      |
| Copa alemanya de futbol            | Bayern de Múnic | Alemanya   | 2019      |
| Lliga alemanya de futbol           | Bayern de Múnic | Alemanya   | 2020      |
| Copa alemanya de futbol            | Bayern de Múnic | Alemanya   | 2020      |
| Copa de la Lliga anglesa de futbol | Liverpool FC    | Anglaterra | 2022      |
| Copa anglesa de futbol             | Liverpool FC    | Anglaterra | 2022      |
| Community Shield                   | Liverpool FC    | Anglaterra | 2022      |
| Copa de la Lliga anglesa de futbol | Liverpool FC    | Anglaterra | 2024      |

### Campionats internacionals
| Títol                        | Club              | País      | Any       |
| ---------------------------- | ----------------- | --------- | --------- |
| Lliga de Campions de la UEFA | FC Barcelona      | Catalunya | 2008-2009 |
| Supercopa d'Europa           | FC Barcelona      | Catalunya | 2009      |
| Campionat del Món de Clubs   | FC Barcelona      | Catalunya | 2009      |
| Lliga de Campions de la UEFA | FC Barcelona      | Catalunya | 2010-11   |
| Supercopa d'Europa           | FC Barcelona      | Catalunya | 2011      |
| Campionat del Món de Clubs   | FC Barcelona      | Catalunya | 2011      |
| Supercopa d'Europa           | FC Bayern München | Alemanya  | 2013      |
| Campionat del Món de Clubs   | FC Bayern München | Alemanya  | 2013      |
| Lliga de Campions de la UEFA | FC Bayern München | Alemanya  | 2019-20   |